# Paracophus lippus
Paracophus lippus är en insektsart som beskrevs av Theodore Huntington Hubbell 1972. Paracophus lippus ingår i släktet Paracophus och familjen syrsor. Inga underarter finns listade i Catalogue of Life.